# Colletes sororcula
Colletes sororcula är en biart som beskrevs av Cockerell 1936. Colletes sororcula ingår i släktet sidenbin, och familjen korttungebin. Inga underarter finns listade i Catalogue of Life.